# Étang de Canet-Saint-Nazaire
L'étang de Canet-Saint-Nazaire, ou simplement étang de Canet, est une lagune du littoral ouest du golfe du Lion, en Méditerranée, située à l'est de Perpignan, sur les communes de Canet-en-Roussillon et Saint-Nazaire dans le département français des Pyrénées-Orientales.

## Situation
Étang côtier de la côte du Languedoc-Roussillon, comme l'étang de Leucate, il est séparé de la mer par un étroit banc de sable percé d'un seul grau. Celui-ci étant partiellement comblé limite fortement les échanges entre la mer et l'étang ce qui amplifie les problématiques de pollution et d'eutrophisation de la lagune.
De forme d'un L inversé et long d'environ quatre kilomètres, il ne dépasse jamais un mètre de profondeur. Cette situation a longtemps été propice au développement d'une riche faune (notamment d'emblématiques flamants roses).
L'étang est alimenté en eau douce par de petits fleuves côtiers, qui sont, du nord au sud : la Llobère, la Fosseille, le Réart, l'Agouille de la Mar, l'Agouille d'En Ferran et l'Agouille de l'Aygual.
Le lac se situe très majoritairement sur le territoire de la commune de Canet-en-Roussillon, seules deux parties non reliées de la rive ouest étant sur le territoire de la commune de Saint-Nazaire.

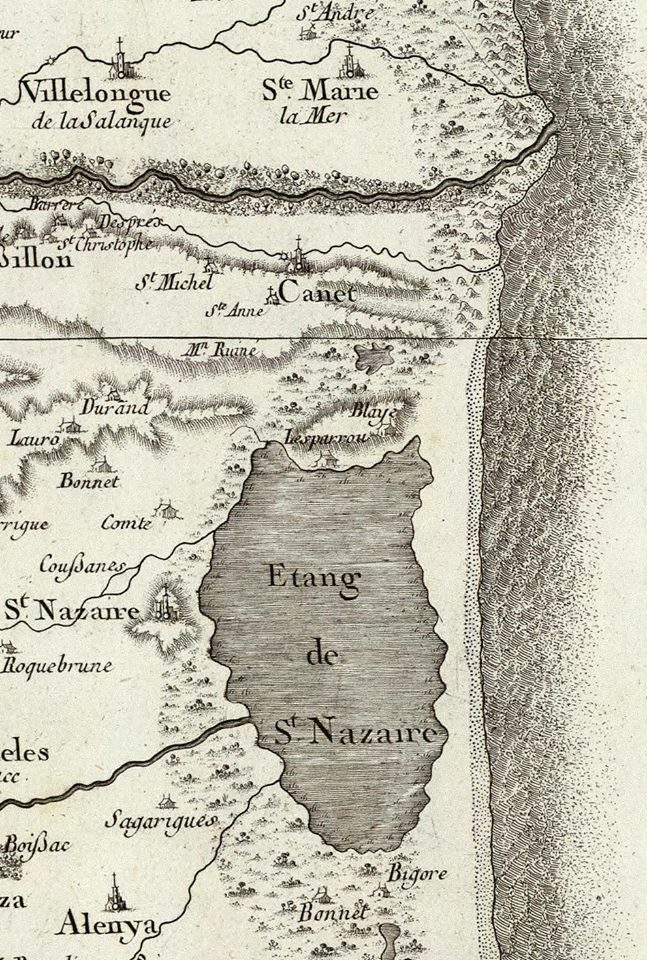
L'étang de Canet-Saint-Nazaire sur la carte de Cassini de 1750.
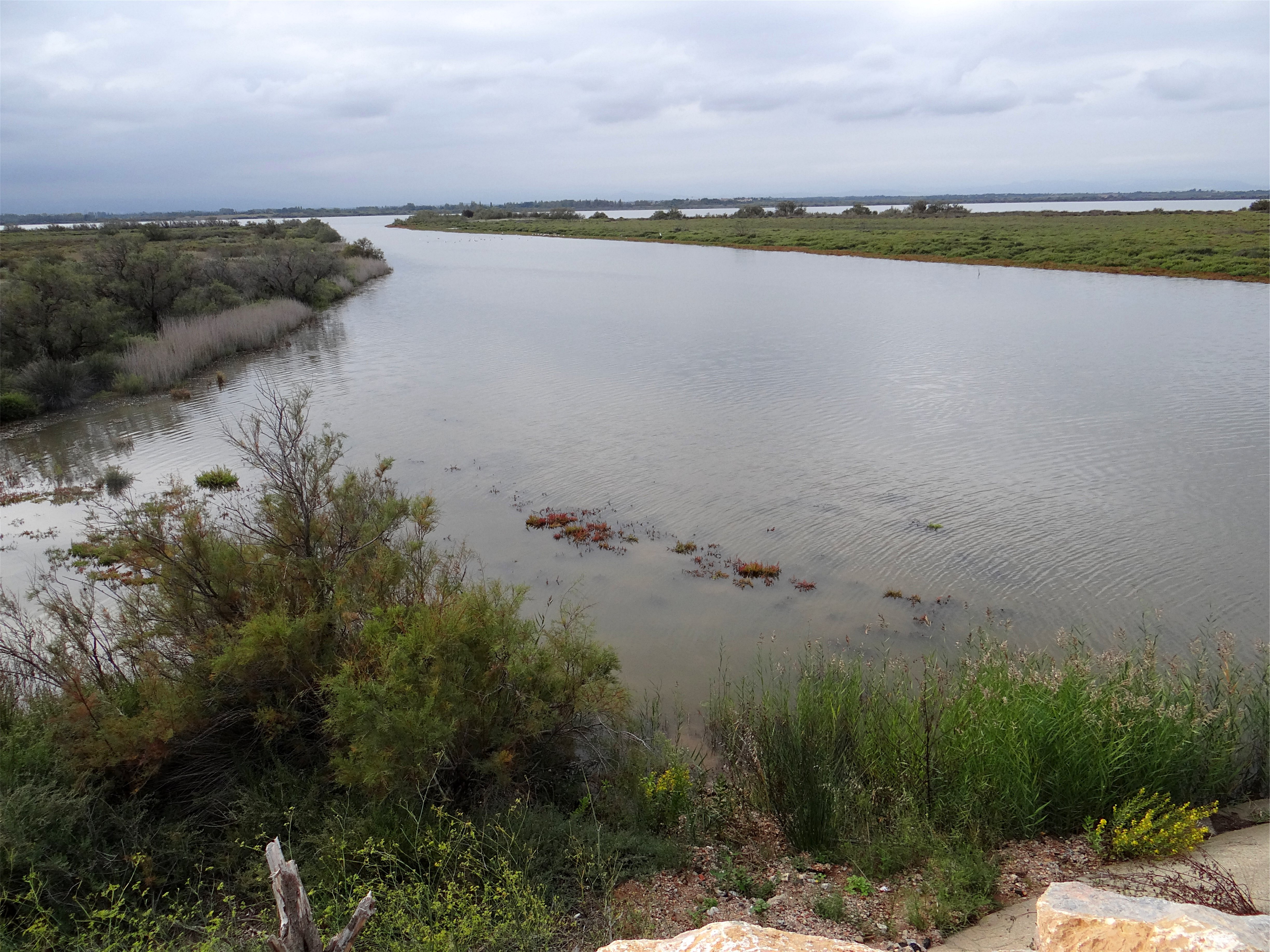
Le grau.
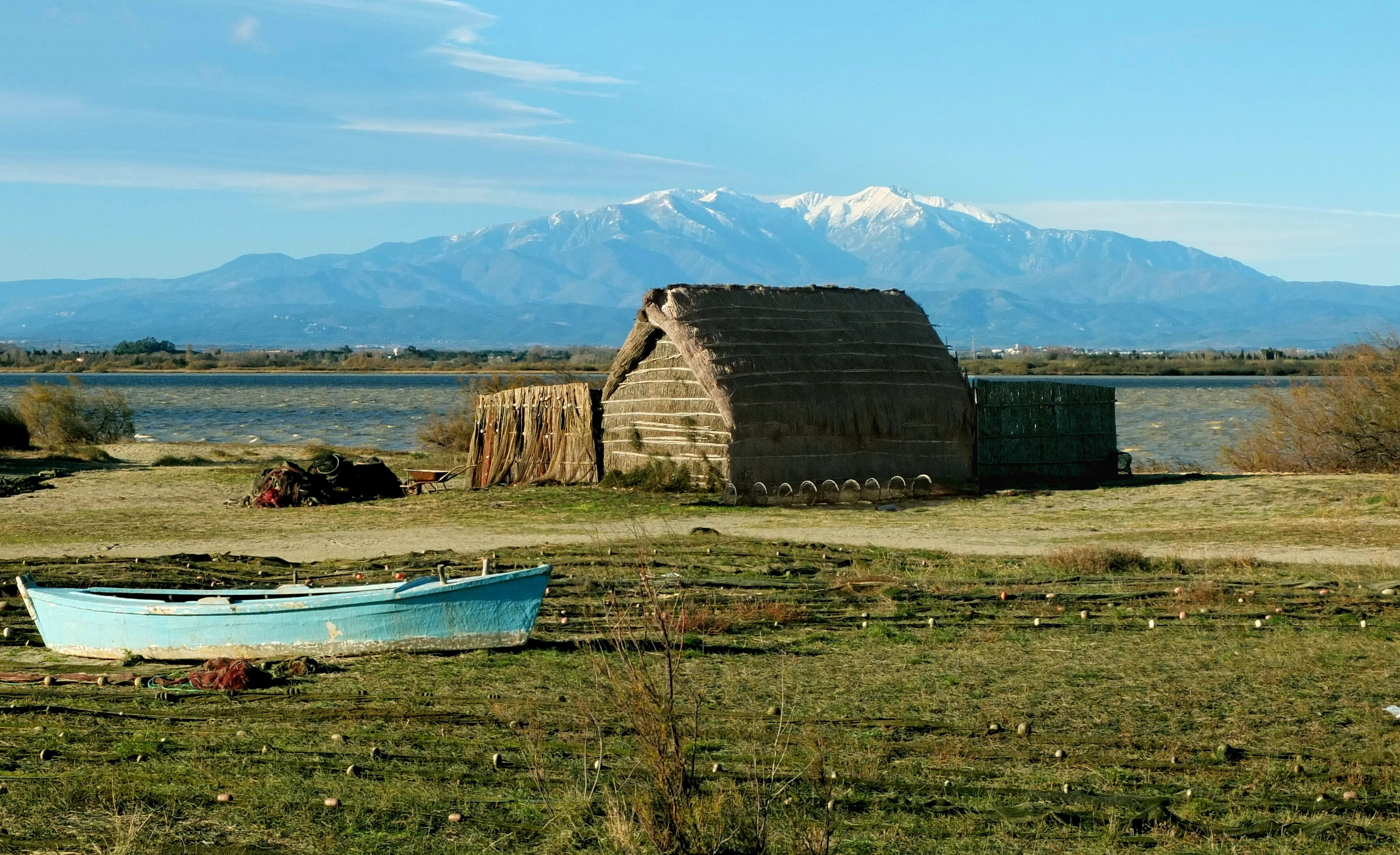
Maison traditionnelle de pêcheur sur le bord de l'étang, avec le massif enneigé du Canigou en arrière plan.

## Flore
On trouve sur les bords de l'étang de Canet-Saint-Nazaire de nombreuses plantes sauvages comestibles.
- Arroche halime (Atriplex halimus)
- Alysson maritime (Lobularia maritima)
- Chardon-Marie (Silybum marianum)
- Figuier de Barbarie (Opuntia ficus-indica)
- Inule fausse criste (Limbarda crithmoides)
- Maceron (Smyrnium olusatrum)
- Mauve royale (Malva arborea)
- Obione faux-pourpier (Halimione portulacoides)
- Salicorne (Salicornia)

Plantes photographiées autour de l'étang
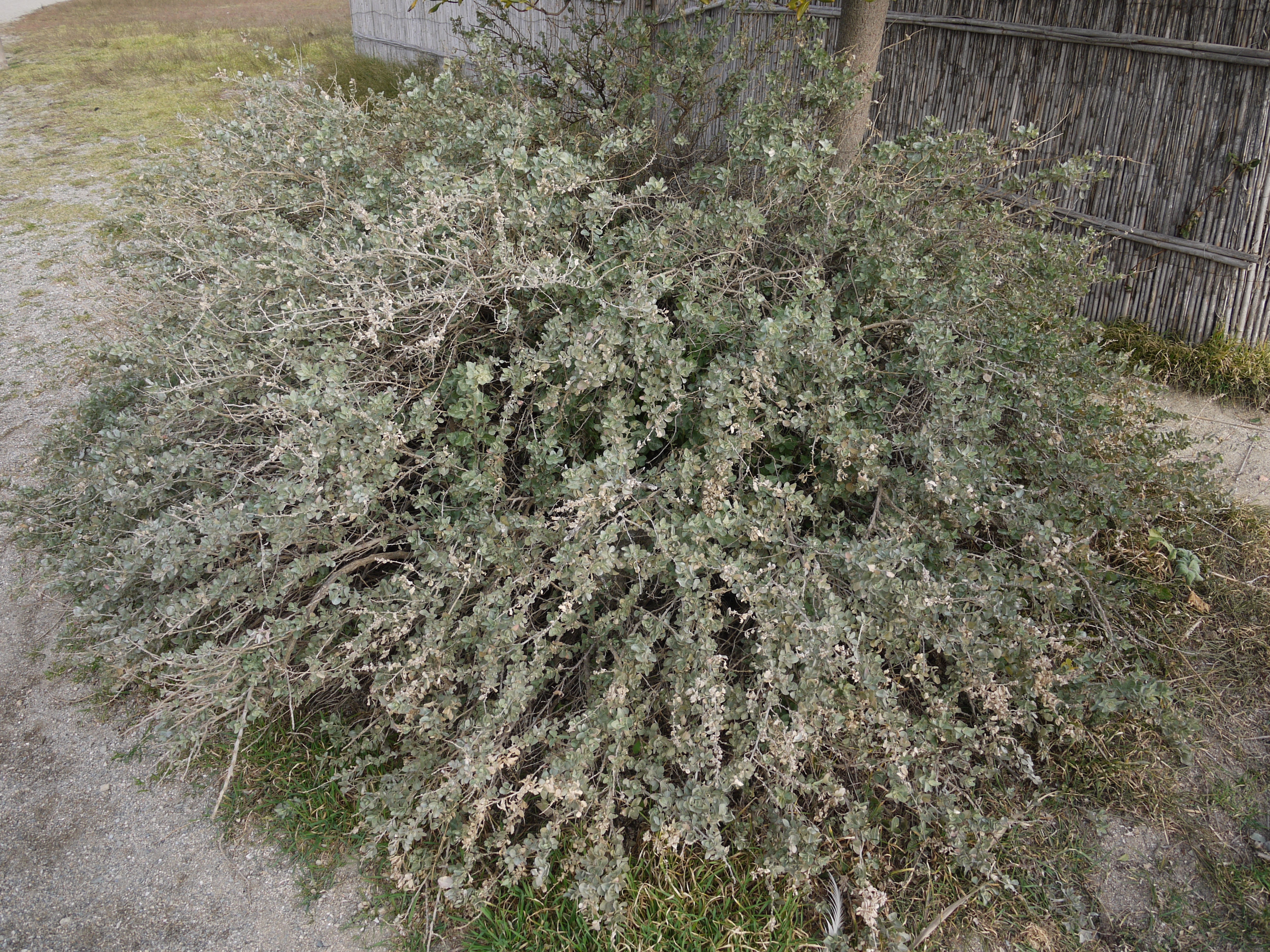
Arroche halime
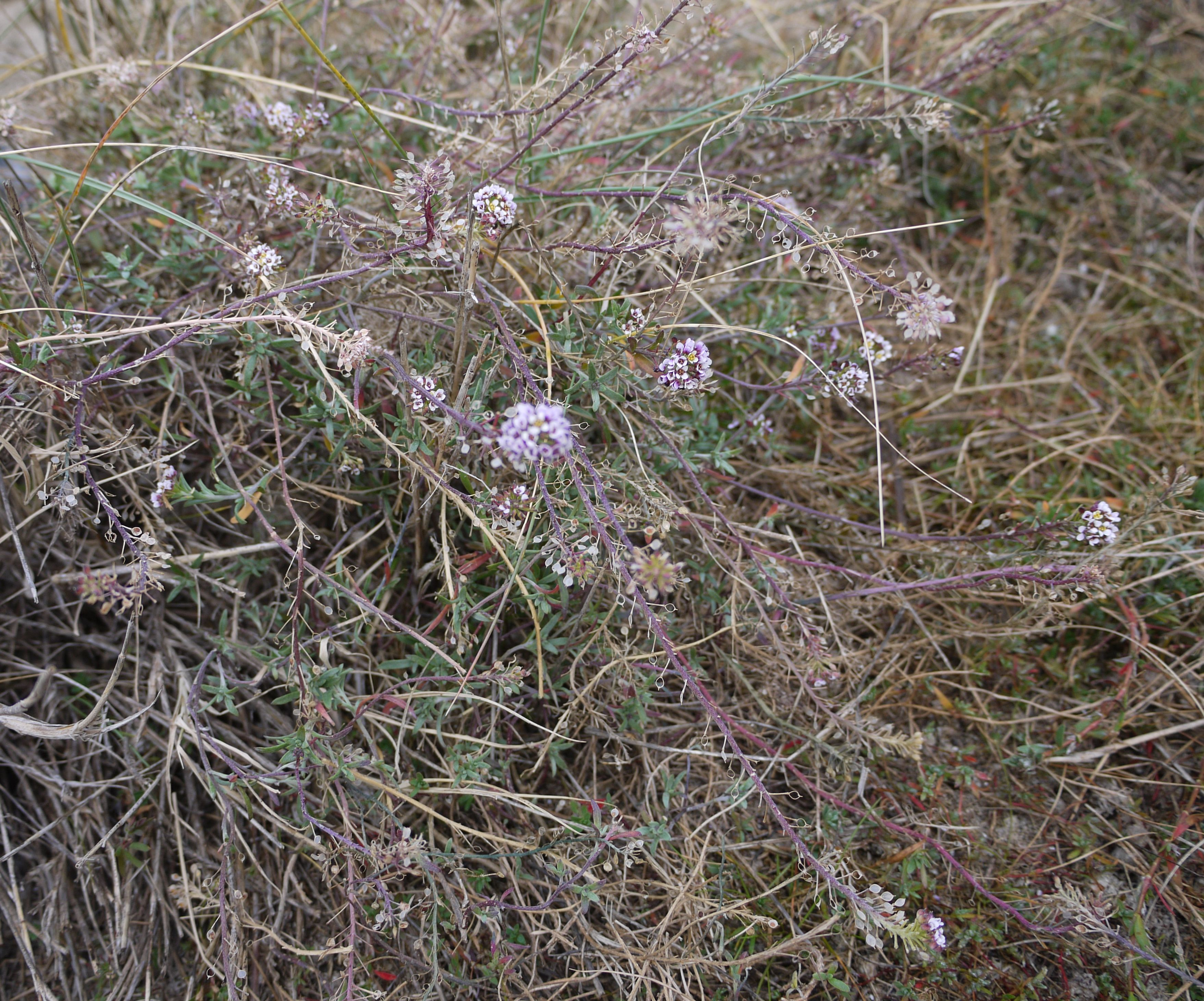
Alysson maritime
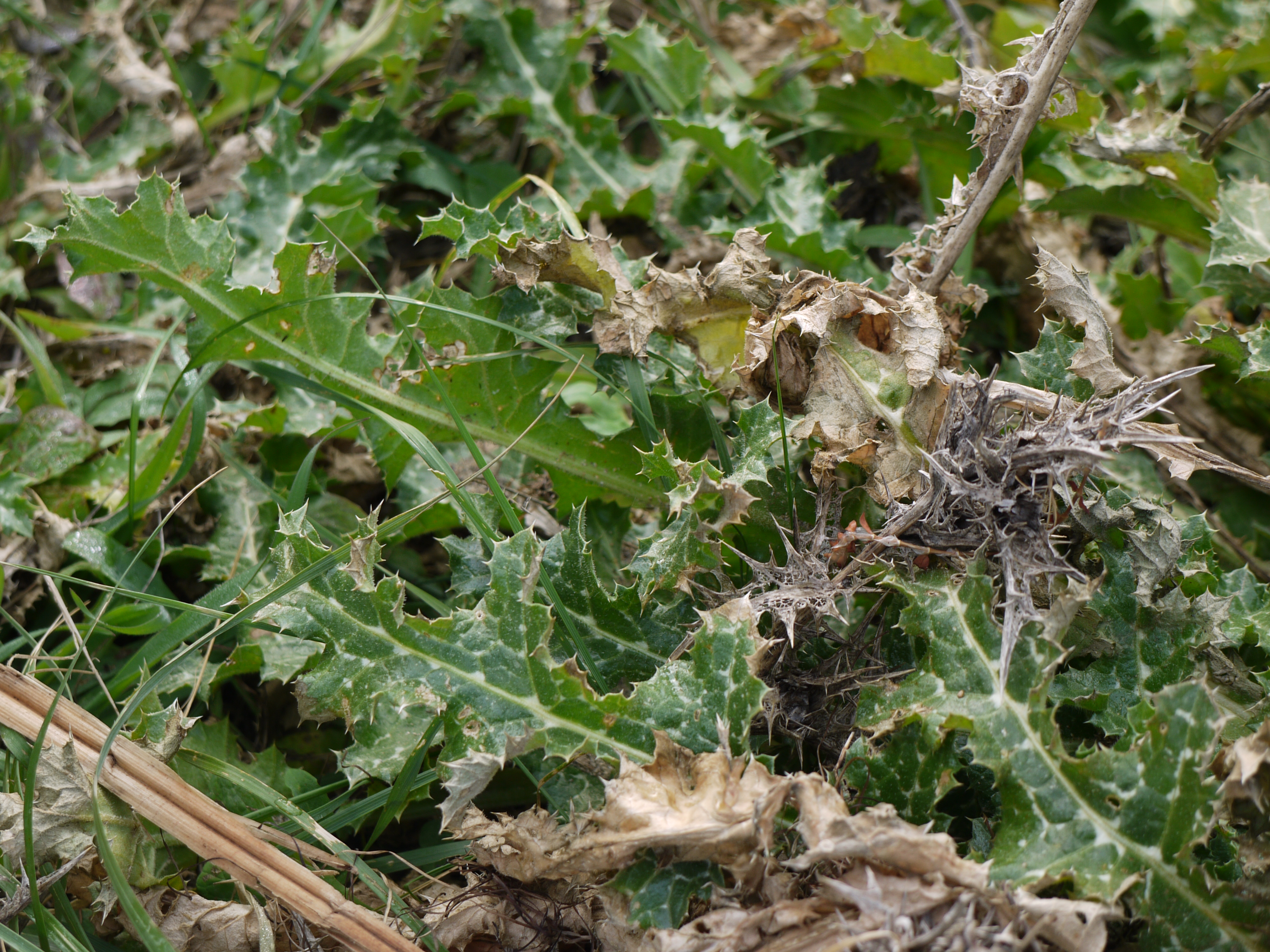
Chardon-Marie
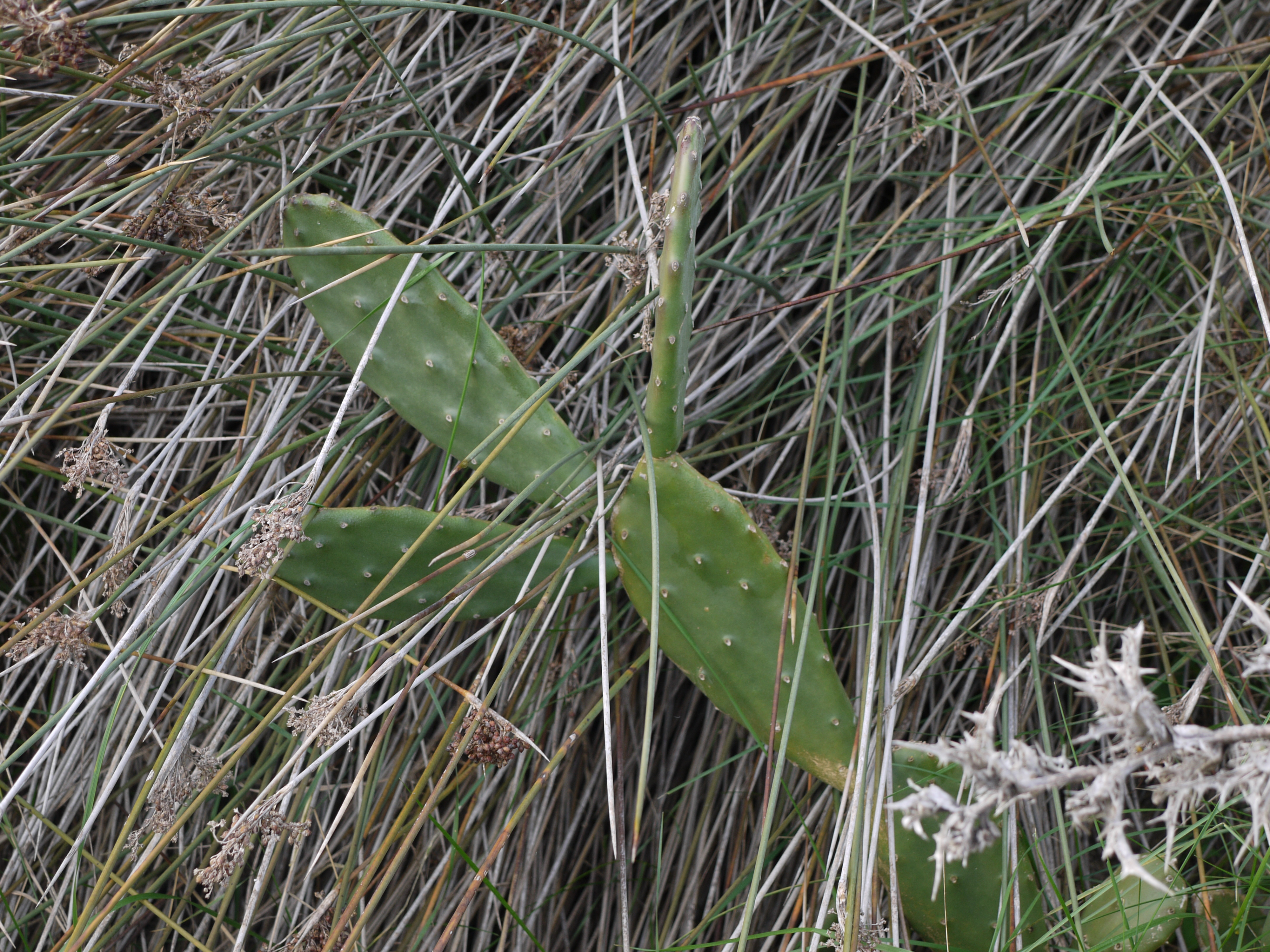
Figuier de Barbarie

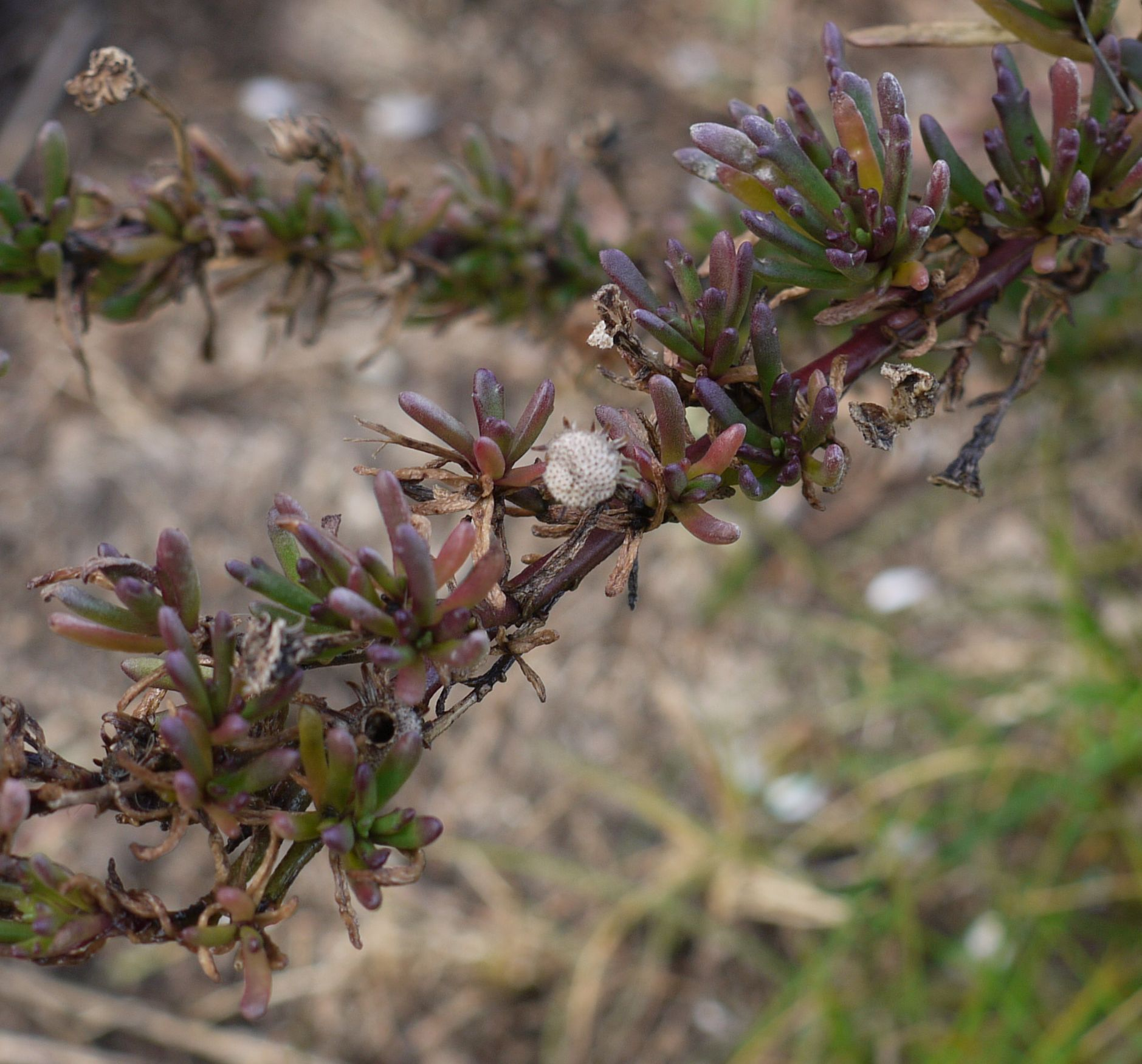
Inule fausse criste
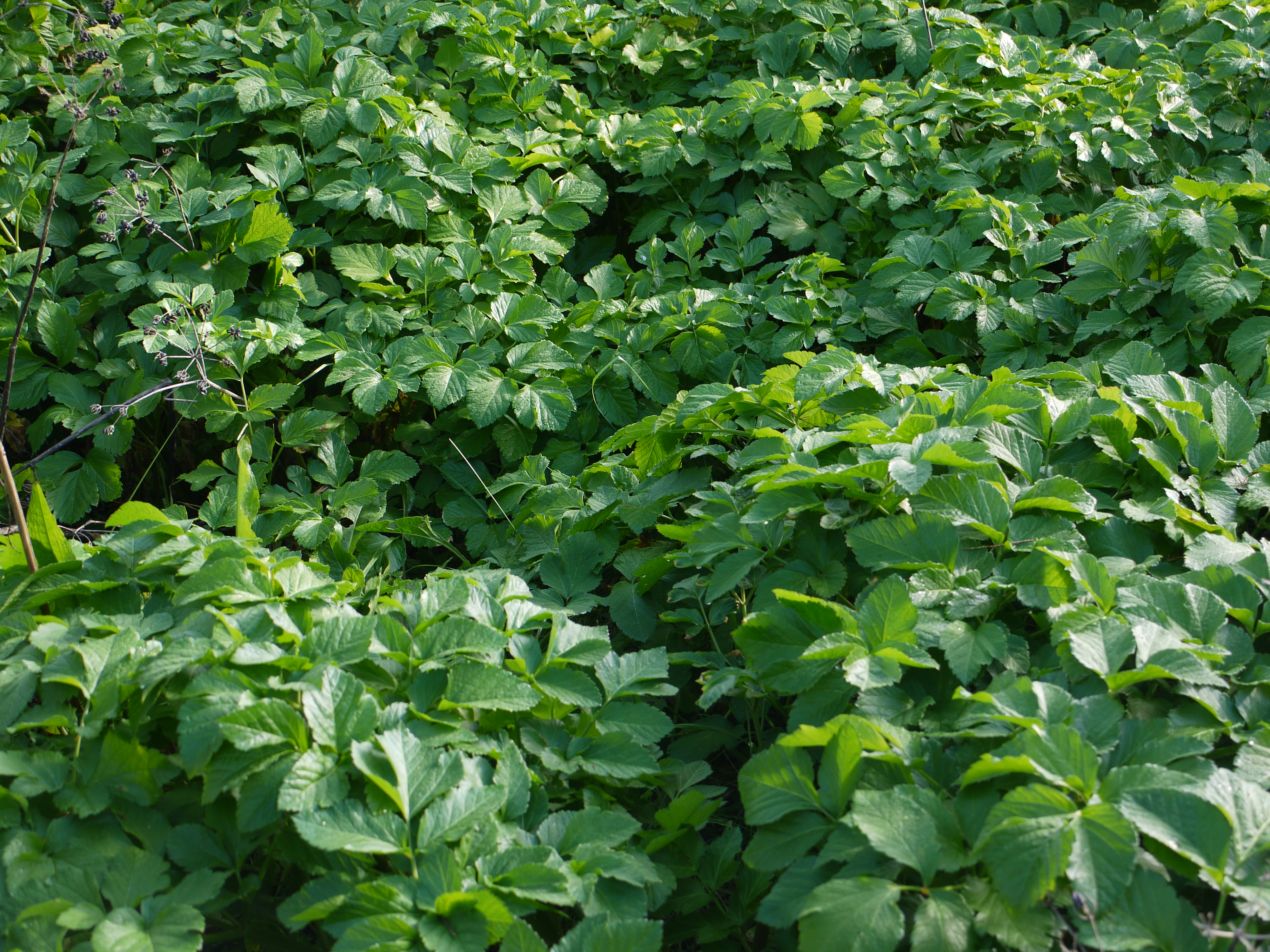
Maceron
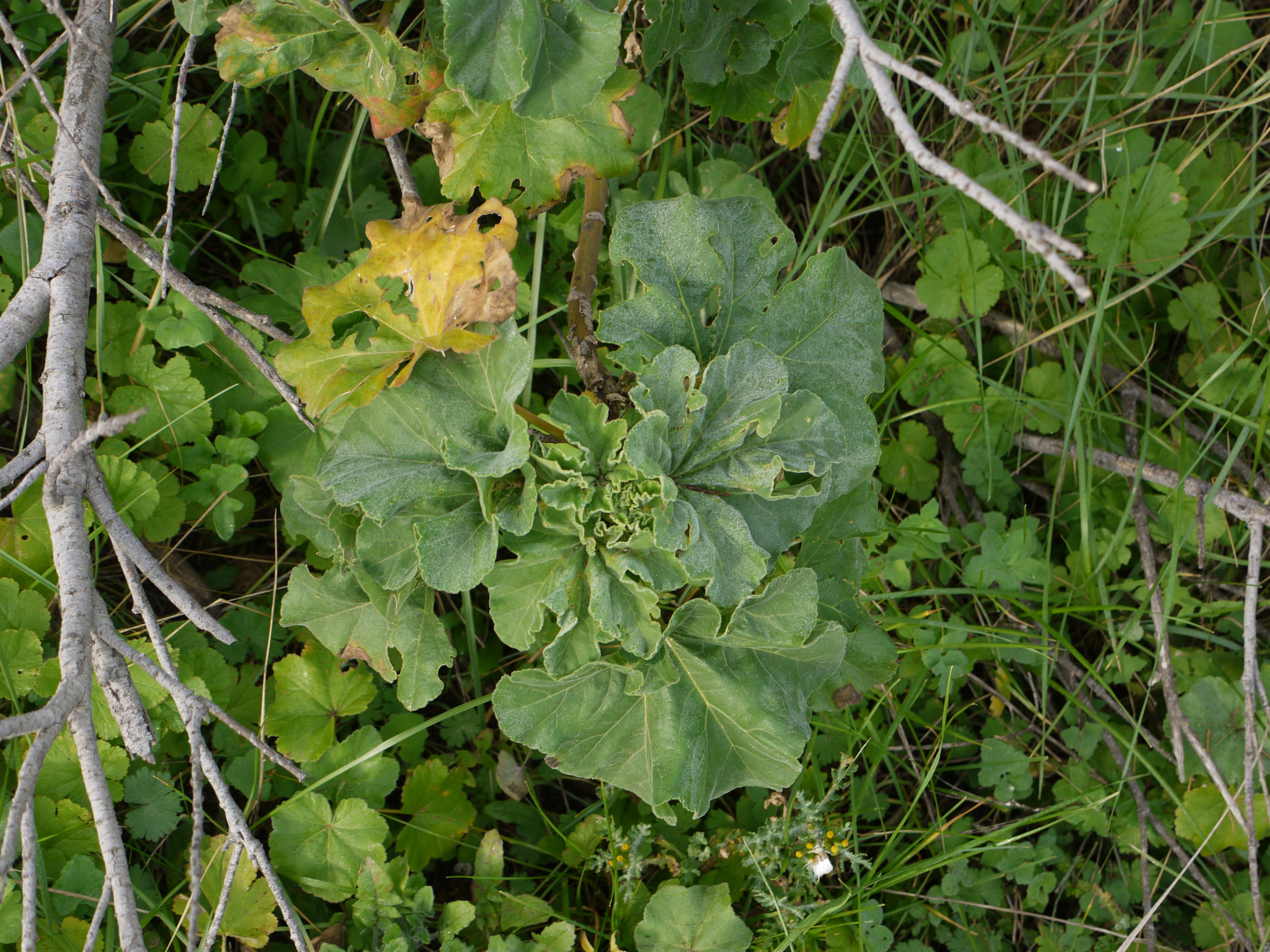
Mauve royale
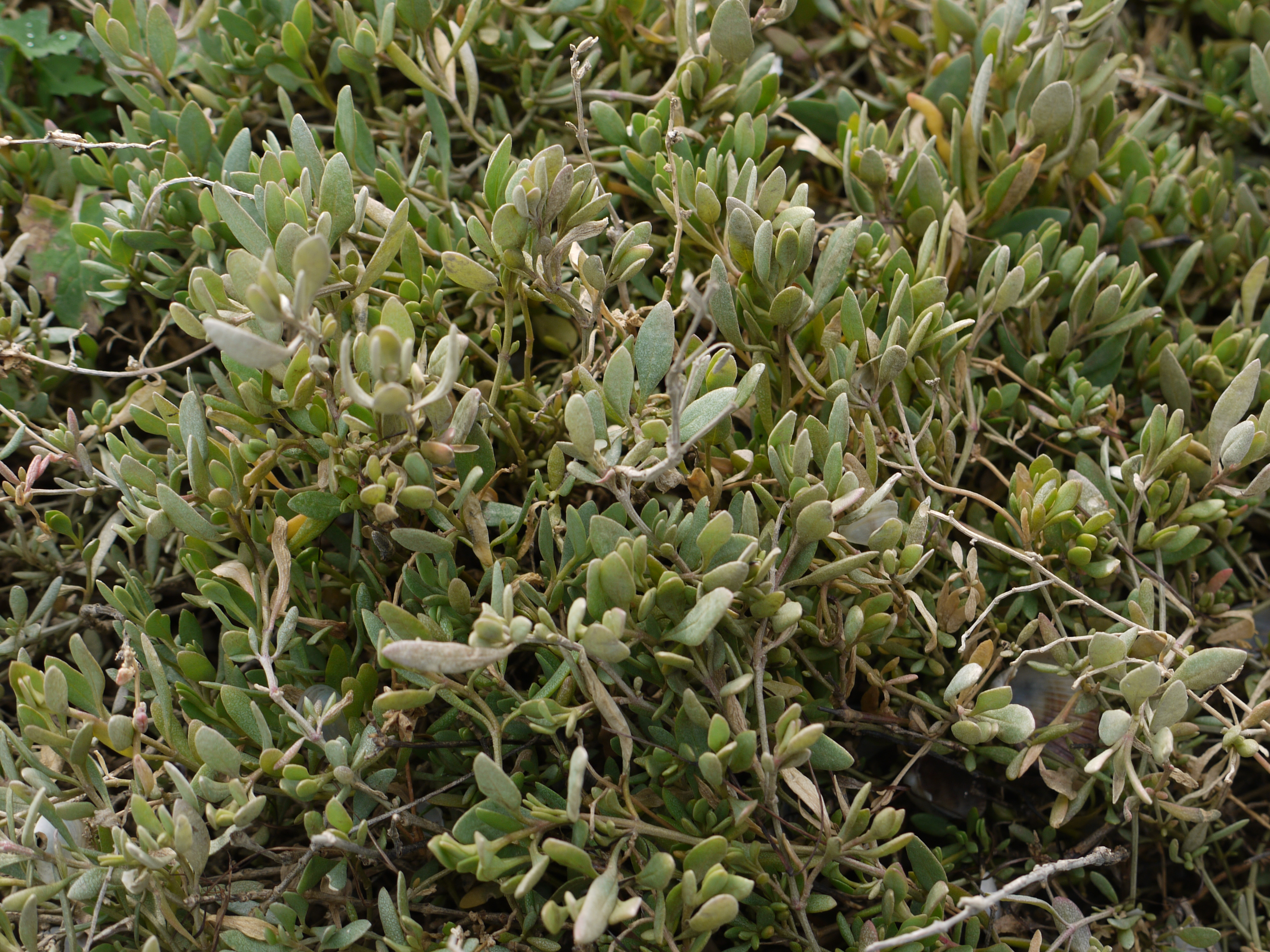
Obione faux-pourpier
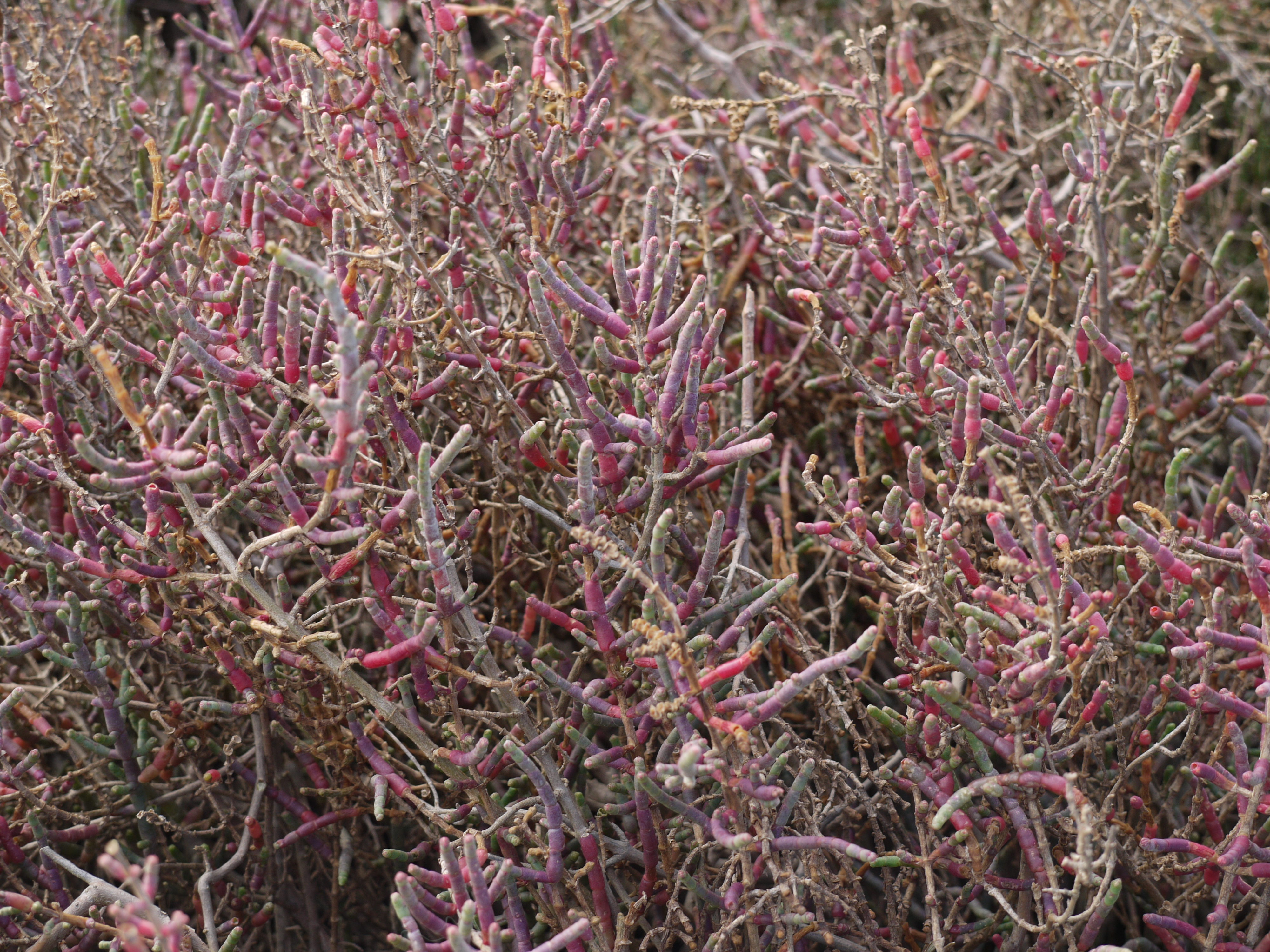
Salicorne

## Culture populaire
Littérature
- Marion Poirson-Dechonne, Serial Vénus, Canet-en-Roussillon, Trabucaire, 2009, 406 p. (ISBN 978-2-84974-093-4, BNF 42042815), p. 313-316 : une tentative de meurtre a lieu à l'étang de Canet.